# Pero rava
Pero rava là một loài bướm đêm trong họ Geometridae.